# Mariakapel (Kruis)

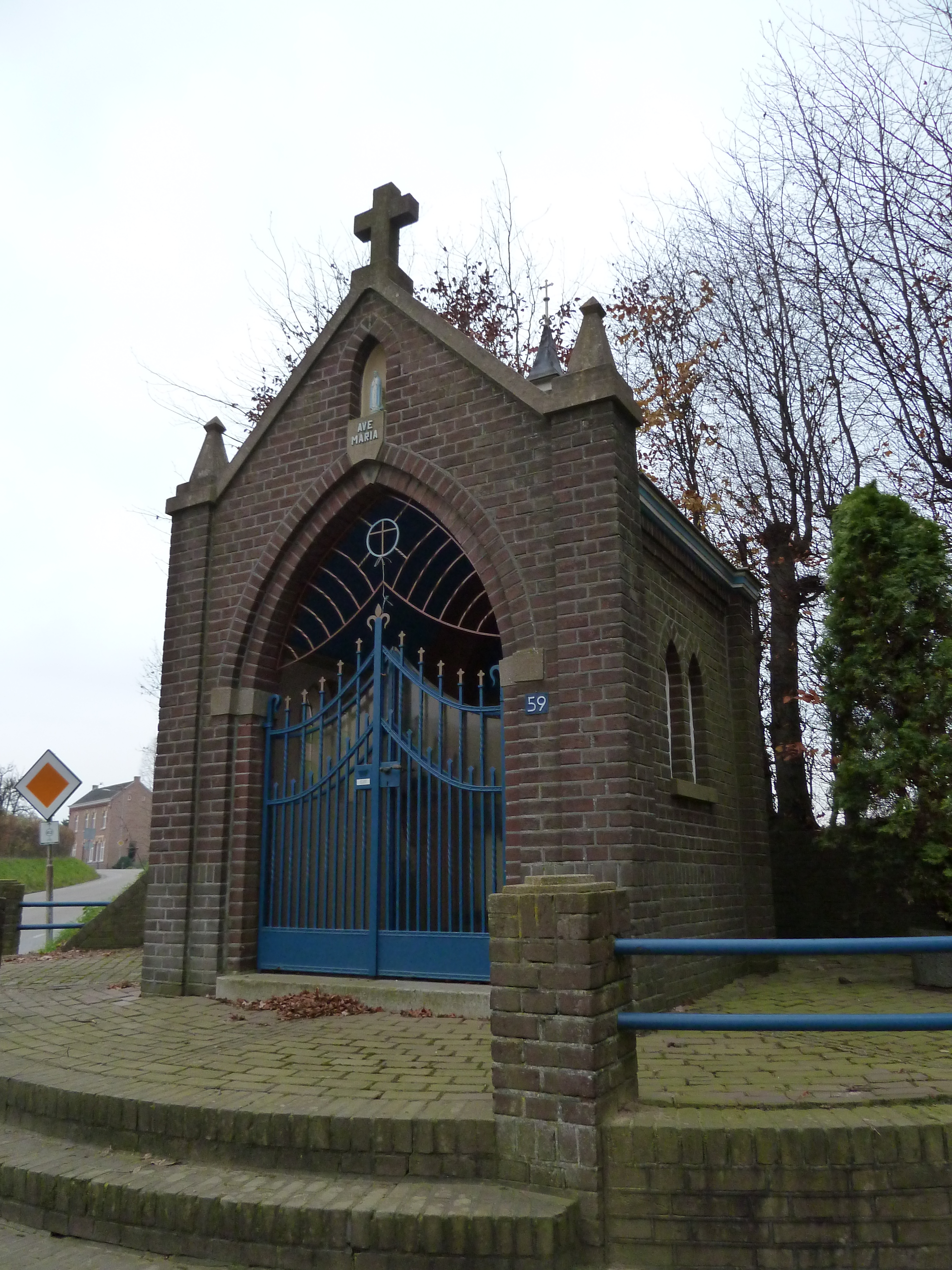
De Mariakapel in Kruis

De Mariakapel is een kapel in Kruis bij Schimmert in de Nederlands Zuid-Limburgse gemeente Beekdaelen. De kapel staat aan de zuidwestkant van Kruis aan een kruising van de Bekerbaan, de Trichterweg en de Kruisstraat.
De kapel is gewijd aan Maria.

## Geschiedenis
In 1937 werd de kapel door de jonkheid gebouwd om een oudere kapel te vervangen die wegens wegverbreding weg moest.
Op 4 december 1998 werd er in de kapel ingebroken waarbij er verschillende dingen vernield zijn en het Mariabeeld op de sokkel werd gestolen.
In 1999 werd het interieur van de kapel opgeknapt.

## Bouwwerk
De open bakstenen wegkapel staat op een plateau aan de kruising en is via vijf treden bereikbaar. De kapel heeft op de hoeken zijn steunberen, een driezijdige apsis (koorsluiting) en wordt gedekt door een zadeldak met leien. Op de nok achterop het dak is een dakruiter geplaatst die getopt wordt door een kruis. De zijgevels hebben elk twee gekoppelde smalle spitsboogvensters met glas-in-lood. Op de steunberen van de frontgevel zijn op de top cementstenen pinakels geplaatst. De frontgevel is een topgevel met bovenop een cementstenen kruis. In de frontgevel is de spitsboogvormige toegang aangebracht die afgesloten wordt met een ijzeren hek. De aanzetstenen en de sluitsteen van de boog zijn uitgevoerd in een lichter cementsteen. Bovenop de sluitsteen is een spitsboogvormige nis aangebracht waarin een Mariabeeldje geplaatst is. Op de sluitsteen zelf is een tekst aangebracht:

AVE MARIA(Wees gegroet Maria)

van binnen is de kapel wit gepleisterd met ter hoogte van de aanzetstenen van het gewelf een grijze lijst. De boog van de apsis is eveneens grijs geschilderd en boven de grijze band in de apsis is het gewelf lichtblauw geschilderd. Tegen de achterwand is een marmeren altaar geplaatst met aan de voorzijde twee zwarte halfzuilen en daartussen een reliëf van een gouden kelk. Op het altaar staat een calvariegroep met in het midden een houten kruis met corpus en links en recht van het kruis respectievelijk de beelden van Maria en apostel Johannes. Ervoor staan twee beeldjes van engeltjes. In de hoek van de zijwand en de boog van de apsis is een console geplaatst waarop een Mariabeeld staat. Het kruis van de calvarie komt uit het Montfortanenklooster.